# Biatlo nos Jogos Paralímpicos de Inverno de 2010
As competições de biatlo nos Jogos Paraolímpicos de Inverno de 2010 foram realizadas no Parque Paraolímpico de Whistler, entre os dias 13 e 17 de março.

## Calendário
| Março  | 12 | 13 | 14 | 15 | 16 | 17 | 18 | 19 | 20 | 21 |
| ------ | -- | -- | -- | -- | -- | -- | -- | -- | -- | -- |
| Biatlo |    | 6  |    |    |    | 6  |    |    |    |    |

|  | Dia de competição |  | Dia de final |

## Eventos
| Masculino - Individual 12,5 km (atletas sentados, em pé e deficientes visuais) - Perseguição 2,4 km (atletas sentados) - Perseguição 3 km (atletas em pé e deficientes visuais) | Feminino - Individual 10/12,5 km (atletas sentadas, em pé e deficientes visuais) - Perseguição 2,4 km (atletas sentadas) - Perseguição 3 km (atletas em pé e deficientes visuais) |

## Medalhistas
Masculino
| Evento                      | Evento                     | Ouro                           | Prata                            | Bronze                              |
| --------------------------- | -------------------------- | ------------------------------ | -------------------------------- | ----------------------------------- |
| Individual 12,5 km detalhes | Atletas sentados           | Irek Zaripov RUS Rússia        | Vladimir Kiselev RUS Rússia      | Roman Petushkov RUS Rússia          |
| Individual 12,5 km detalhes | Atletas em pé              | Nils-Erik Ulset NOR Noruega    | Grygorii Vovchynskyi UKR Ucrânia | Josef Giesen GER Alemanha           |
| Individual 12,5 km detalhes | Deficientes visuais        | Wilhelm Brem GER Alemanha      | Nikolay Polukhin RUS Rússia      | Vitaliy Lukyanenko UKR Ucrânia      |
| Perseguição detalhes        | Atletas sentados (2,4 km)  | Irek Zaripov RUS Rússia        | Iurii Kostiuk UKR Ucrânia        | Andy Soule USA Estados Unidos       |
| Perseguição detalhes        | Atletas em pé (3 km)       | Kirill Mikhaylov RUS Rússia    | Nils-Erik Ulset NOR Noruega      | Grygorii Vovchynskyi UKR Ucrânia    |
| Perseguição detalhes        | Deficientes visuais (3 km) | Vitaliy Lukyanenko UKR Ucrânia | Nikolay Polukhin RUS Rússia      | Vasili Shaptsiaboi BLR Bielorrússia |

Feminino
| Evento               | Evento                        | Ouro                            | Prata                         | Bronze                        |
| -------------------- | ----------------------------- | ------------------------------- | ----------------------------- | ----------------------------- |
| Individual detalhes  | Atletas sentadas (10 km)      | Maria Iovleva RUS Rússia        | Olena Iurkovska UKR Ucrânia   | Andrea Eskau GER Alemanha     |
| Individual detalhes  | Atletas em pé (12,5 km)       | Oleksandra Kononova UKR Ucrânia | Anna Burmistrova RUS Rússia   | Iuliia Batenkova UKR Ucrânia  |
| Individual detalhes  | Deficientes visuais (12,5 km) | Verena Bentele GER Alemanha     | Liubov Vasilyeva RUS Rússia   | Mikhalina Lysova RUS Rússia   |
| Perseguição detalhes | Atletas sentadas (2,4 km)     | Olena Iurkovska UKR Ucrânia     | Maria Iovleva RUS Rússia      | Lyudmyla Pavlenko UKR Ucrânia |
| Perseguição detalhes | Atletas em pé (3 km)          | Anna Burmistrova RUS Rússia     | Maija Loytynoja FIN Finlândia | Alena Gorbunova RUS Rússia    |
| Perseguição detalhes | Deficientes visuais (3 km)    | Verena Bentele GER Alemanha     | Liubov Vasilyeva RUS Rússia   | Mikhalina Lysova RUS Rússia   |

## Quadro de medalhas
| Ordem | País               | Medalha de ouro | Medalha de prata | Medalha de bronze |    |
| ----- | ------------------ | --------------- | ---------------- | ----------------- | -- |
| 1     | RUS Rússia         | 5               | 7                | 4                 | 16 |
| 2     | UKR Ucrânia        | 3               | 3                | 4                 | 10 |
| 3     | GER Alemanha       | 3               |                  | 2                 | 5  |
| 4     | NOR Noruega        | 1               | 1                |                   | 2  |
| 5     | FIN Finlândia      |                 | 1                |                   | 1  |
| 6     | BLR Bielorrússia   |                 |                  | 1                 | 1  |
|       | USA Estados Unidos |                 |                  | 1                 | 1  |
| TOTAL | TOTAL              | 12              | 12               | 12                | 36 |